# Red Rock
Red Rock est une communauté non-incorporée située dans le comté de Yavapai dans l'État de l'Arizona aux États-Unis. Red Rock est situé à 7 km au sud-ouest de Sedona, à une altitude de 1 212 m

## Annexe